# Enzo Ferrari (supersamochód)
Enzo Ferrari – hipersamochód produkowany przez włoską markę Ferrari w latach 2002 – 2004.

## Historia i opis modelu

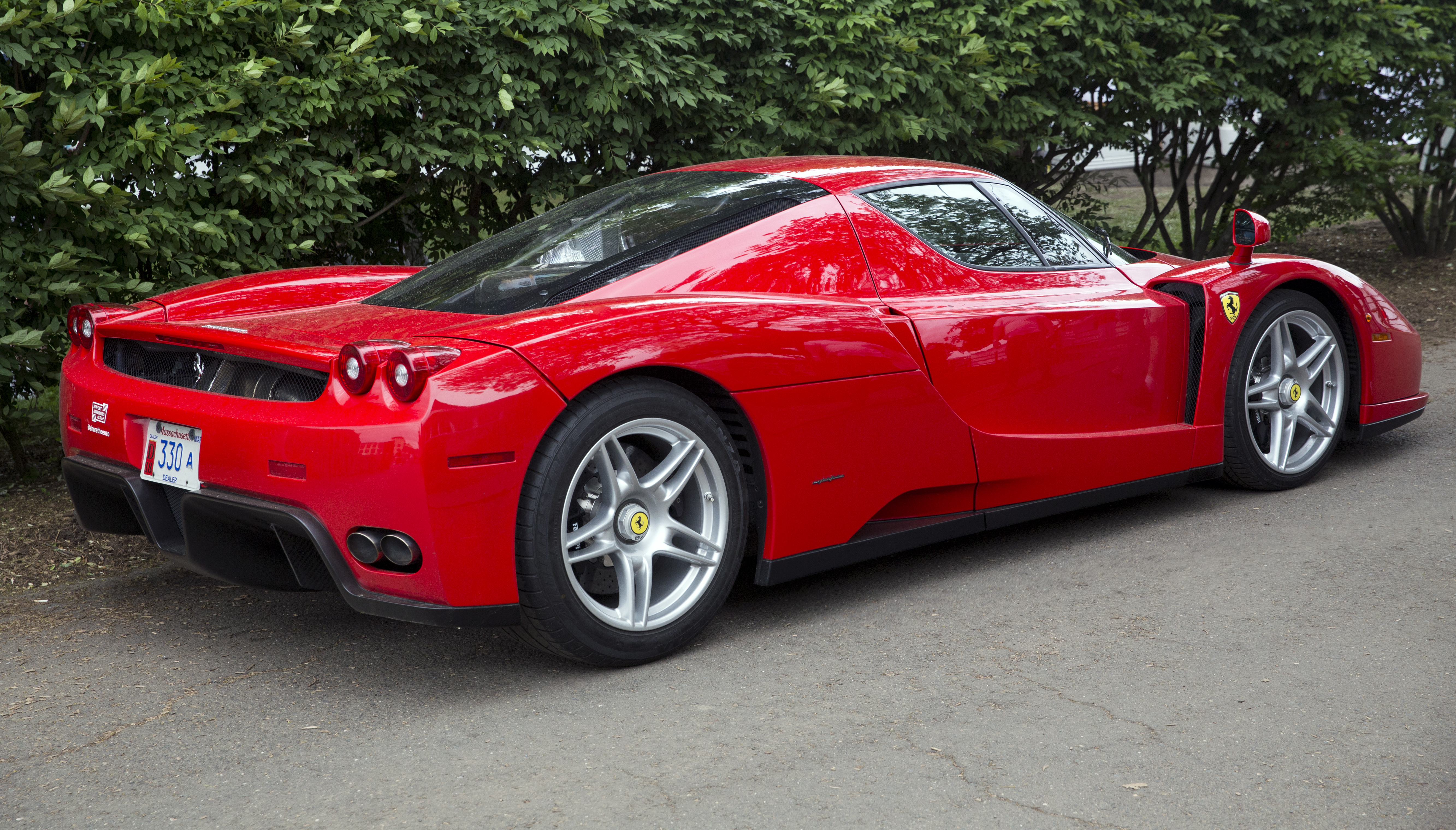
Enzo Ferrari – tył

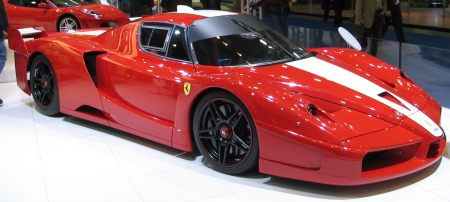
Ferrari FXX

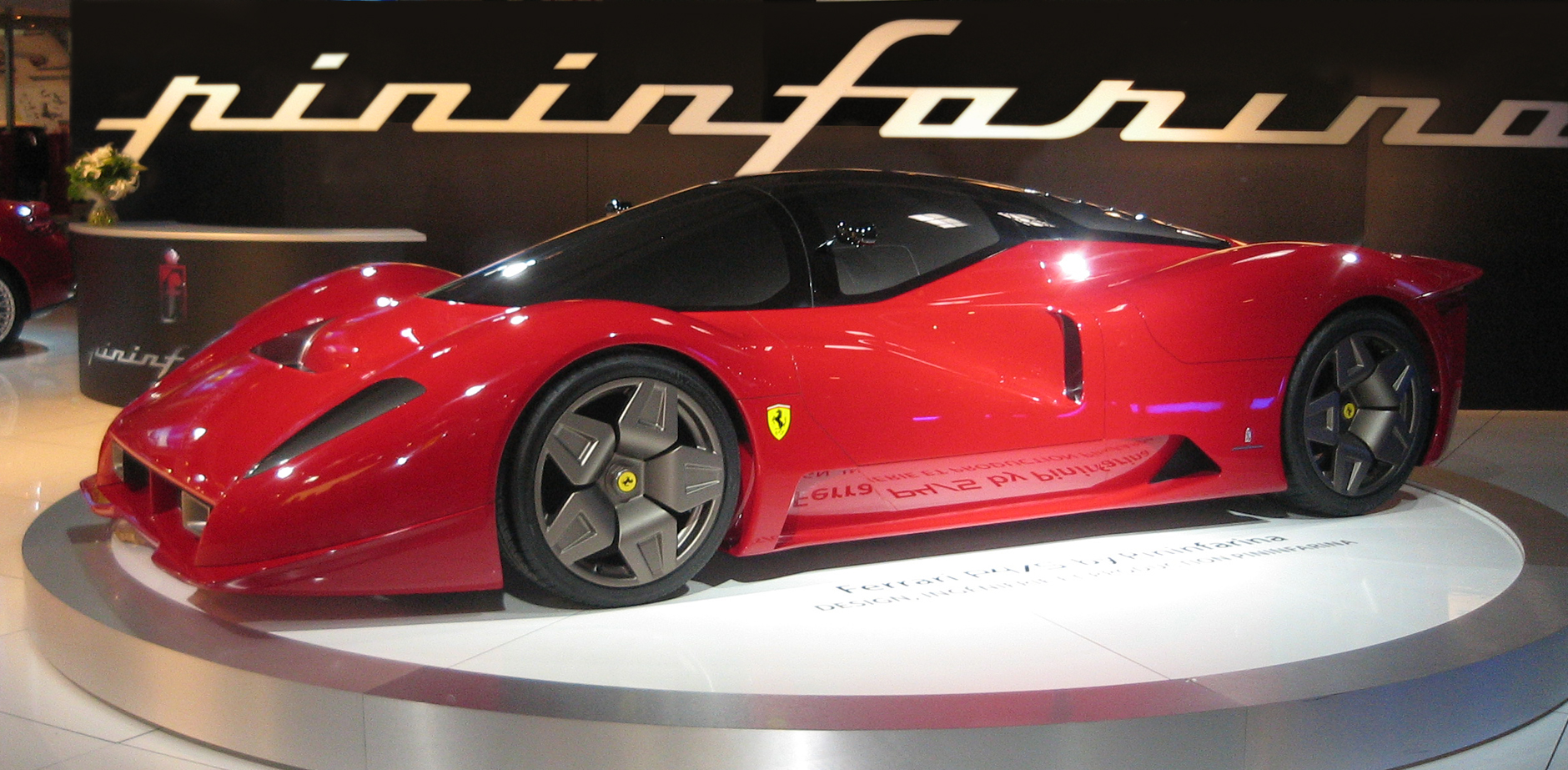
Ferrari P4/5 by Pininfarina

Samochód został zaprezentowany podczas Międzynarodowych Targów Paryskich w 2002 roku. Został nazwany na cześć założyciela firmy Enzo Ferrariego. Koncern Ferrari planował zaprezentować nowy model w 2007 roku, który tym razem miał zostać nazwany F60, jednak plany się nie spełniły. Enzo było testowane na włoskim owalnym torze w Nardo, gdzie osiągnęło prędkość wynoszącą 355 km/h, czyli o 5 km/h większą od podawanej przez producenta. Tym samym stało się siódmym po Bugatti Veyronie Super Sport (435 km/h), SSC Ultimate Aero TT (414 km/h), Bugatti Veyron (407 km/h), Koenigsegg CCR (388 km/h), McLarenie F1 (386,7 km/h) i Brabusie Rocket S (360,5 km/h) najszybszym samochodem testowanym na tym torze.
W 2005 roku jako prezent od samej firmy Ferrari, papież Jan Paweł II otrzymał ostatni, 400 egzemplarz Ferrari Enzo ze specjalną dedykacją pod pokrywą bagażnika. Jak zażyczył sobie Jan Paweł II, auto sprzedano (osiągnęło cenę 6 000 000 dolarów) a kwotę ze sprzedaży przekazano na ofiary tsunami w Azji.

### Ferrari P4/5 by Pininfarina
- Ferrari P4/5 by Pininfarina to Ferrari Enzo przebudowane przez włoską firmę Pininfarina. W samochodzie nie zmieniono podwozia, co pozwoliło na zachowanie oryginalnej nazwy firmy. Amerykanin James Glickenhaus przywiózł do Włoch swoje Ferrari 330 P3/4 i nowe Enzo. Przez trzy lata łączono najlepsze elementy tych samochodów. Efektem końcowym było auto lżejsze o 200 kg i rozpędzające się do 362 km/h.

### Dane techniczne
| Ferrari                   | Enzo |
| ------------------------- | --- |
| Lata produkcji            | 2002–2004 |
| Liczba egzemplarzy        | 400 sztuk |
| Wtrysk paliwa             | bezpośredni, elektroniczny sekwencyjny Bosch Motronic ME7                                                    |
| Silnik                    | V12 12-cylindrowy, 48 zaworowy (czterosuwowy)                                                                |
| Pojemność skokowa         | 5998 cm³ |
| Napęd                     | tylny |
| Moc maksymalna            | 485 kW (660 KM) przy 7800 obr./min                                                                           |
| Max. moment obr.          | 657 Nm przy 5500 obr./min                                                                                    |
| Stopień sprężania         | 11,2:1 |
| Układ zaworów             | DOHC, łańcuch, 4 zawory na cylinder                                                                          |
| Skrzynia biegów           | 6-biegowa sekwencyjna                                                                                        |
| Rozstaw osi               | 2650 mm |
| Wymiary D x S x W         | 4702 × 2035 x 1147 mm                                                                                        |
| Masa własna               | 1365 kg |
| Rozmiar kół / ogumienie   | przód: 245/35 ZR 19 Bridgestone Potenza RE050A Scuderia tył: 345/35ZR-19 Bridgestone Potenza RE050A Scuderia |
| Rozmiar tarcz hamulcowych | wentylowane hamulce tarczowe Brembo średnica tarcz – (przód: Ø 380 mm / tył: Ø 380 mm)                       |
| 0-100 km/h                | 3.3 s |
| 0-160 km/h                | 6.4 s |
| Prędkość maksymalna       | 355 km/h |